# Альсекко
Альсе́кко, или асекко, или а секко (от итал. al secco, или a secco, — «по сухому»), — настенная роспись, выполняемая, в отличие от техники фрески, по твёрдой, сухой штукатурке, а также, в отличие от обычной темперы, как правило, известковыми красками, то есть минеральными пигментами, разведёнными на извести, казеиновом клее и курином желтке.
Росписи «а секко» имели в истории искусства меньшее распространение, чем «а фреско», несмотря на то, что последняя техника намного труднее и требует известной тренировки, быстроты и лёгкости письма. Техника «по-сухому» (лат. in arido), в отличие от техники «по-сырому» (лат. in udo) была известна ещё в Античности, в частности, в Древнем Риме, её образцы найдены в Помпеях и Геркулануме, а также в Византии и Древней Руси. После окончания работы такие росписи полировали до блеска. Техника работы «по-сухому» позволяет расписывать за рабочий день бо́льшую площадь поверхности, чем при фресковой росписи и допускает нанесение правок и дополнений.
Наиболее распространена была техника, в которой соединяются обе разновидности, называемая итал. fresco a secco), когда работу начинают по сырой штукатурке, а заканчивают мелкие детали «по-сухому». Старинный способ, описанный в знаменитом труде монаха Теофила «Записка о разных искусствах» (1120-е гг.), заключался в том, что подготовительные работы ведут по сухой штукатурке, включая рисунок и основной тон, затем увлажняют поверхность стены и наносят краски, замешанные на извести на сырую стену, и они впитываются на некоторую глубину. Это необходимо для достижения прочности красочного слоя, который затем покрывают специальным защитным слоем или воском и полируют до блеска. Такая роспись «фреско а секко» внешне напоминает темперную и только на поперечном срезе можно распознать способ, по которому она сделана. Она сложилась в Средневековье наряду с «чистой фреской» и была особенно распространена в Европе в XVII—XVIII веках. Именно так выполнены многие древнерусские «фрески».
Альсекко также называют казеиновую и силикатную живопись по просохшей штукатурке. Её применяют для выполнения работ как на внутренних, так и на внешних поверхностях зданий. Техника допускает последующие поправки темперой и промывку чистой водой.